# Matelea brevistipitata
Matelea brevistipitata är en oleanderväxtart som beskrevs av Krings och Morillo. Matelea brevistipitata ingår i släktet Matelea och familjen oleanderväxter. Inga underarter finns listade i Catalogue of Life.